# 33193 Emhyr
33193 Emhyr este o planetă minoră (asteroid), cu un diametru de 6,04 km, din centura de asteroizi. A fost descoperită pe 20 martie 1998 la Experimental Test Site⁠(d) de Lincoln Near-Earth Asteroid Research. 
Obiectul prezintă o orbită caracterizată de o semiaxă mare de 2,6487368 UAi, o excentricitate de 0,08, o înclinație de 1,6232 ° în raport cu ecliptica.